# حرية الدين في تايلاند

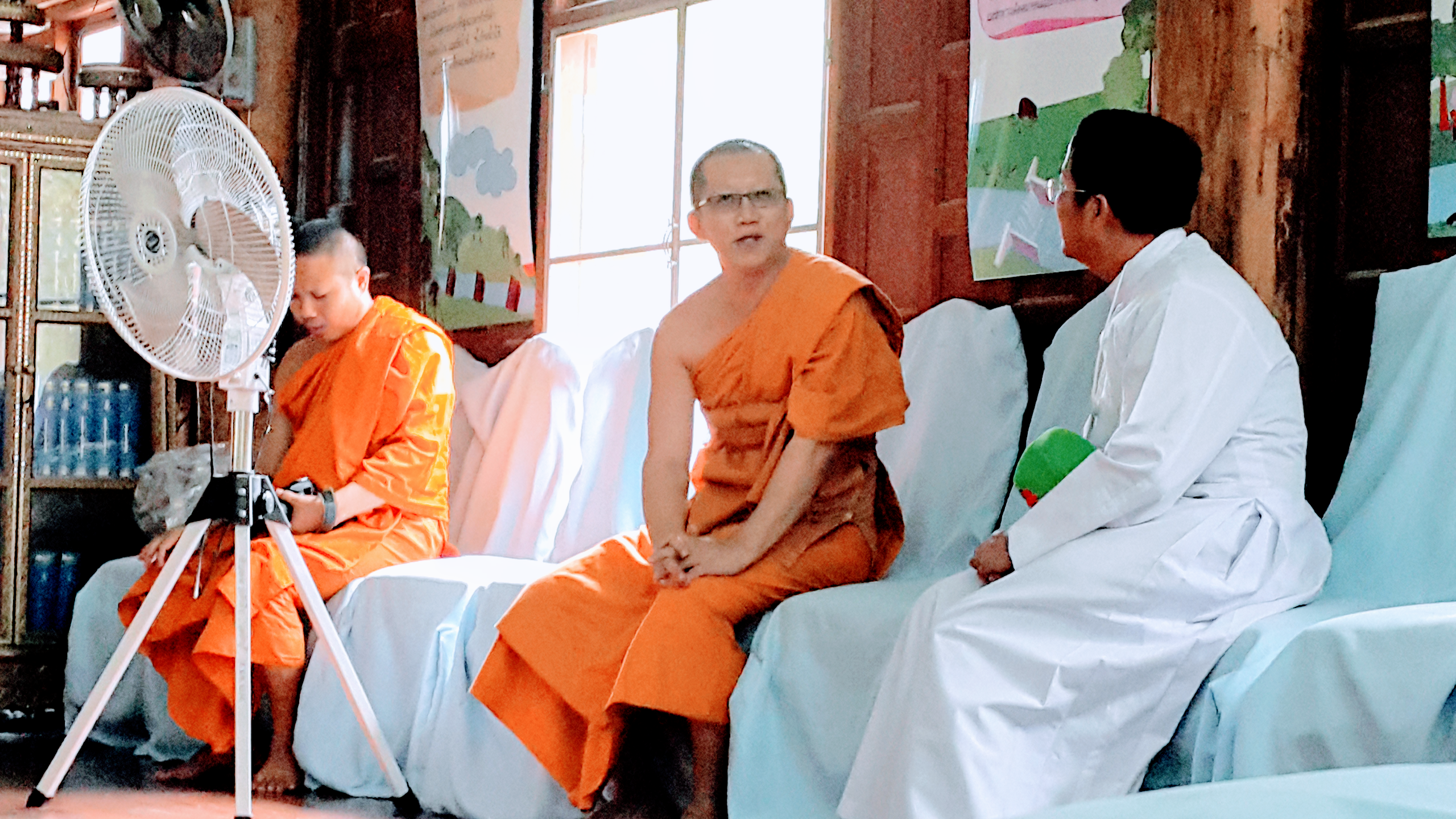
ؤاهب بوذي يجتمع مع قس كاثوليكي في معبد بتايلاند

تُحمى حرية الدين في تايلاند من خلال نصوص دستورية وقانونية. يكفل القانون حرية الدين، وقد احترمت الحكومة هذا الحق بشكل عملي على الرغم من عدم قبولها تسجيل مجموعات دينية جديدة غير مقبولة في واحدة من الهيئات الإدارية المذهبية. عملت المجاميع والمنظمات الدينية غير المسجلة على أرض الواقع بحرية تامة، ولم تقيد ممارساتُ الحكومة في عدم تسجيل أي مجموعة دينية جديدة نشاطاتِ المجاميع الدينية غير المسجلة. تحدد الحكومة رسميًا عدد التبشيريات الأجنبية المسموح لها بالعمل في البلاد، وعلى الرغم من هذا، فإن التبشيريات غير المسجلة موجودة بأعداد كبيرة وسُمح لها بالعمل والعيش بحرية تامة. لم ترد تقارير حول حدوث انتهاكات مجتمعية أو تفرقة مبنية على أساس الاختلاف في المعتقد أو الممارسة الدينية. رغم ذلك، تسببت أعمال العنف المتكررة التي يرتكبها الانفصاليون في المحافظات الواقعة في أقصى الحدود الجنوبية بتوتر متزايد في العلاقات بين المجتمعات البوذية والإسلامية.

## الديمغرافيا الدينية
تبلغ مساحة تايلاند 198,000 ميل مربع (510,000 كيلومتر مربع)، ويبلغ عدد سكانها 70 مليون نسمة. قدّر مكتب الإحصاء الوطني اعتناق 94.8 بالمئة من التايلنديين الديانة البوذية، واعتناق 4.5 بالمئة منهم الديانة الإسلامية، ومع ذلك، قدّر كل من المنظمات غير الحكومية والأكاديميون والمجاميع الدينية اعتناق 85 إلى 90 بالمئة من السكان الديانة البوذية التيرافادية، واعتناق 10 بالمئة تقريبًا من السكان الديانة الإسلامية. يشكّل المسيحيون نحو 0.7% من السكان، وغالبيتهم من المسيحيين الكاثوليك. توجد مجاميع صغيرة من الإحيائيين، والكونفوشيين، والهندوس، واليهود، والسيخيين، والطاويين. يشير قسم الشؤون الدينية التابع لوزارة الثقافة التايلندية إلى أن أعداد الأشخاص الملحدين أو الأشخاص الذين ليس لديهم انتماء ديني أقل من واحد بالمئة من مجموع سكان تايلاند.
تمثل البوذية التيرفادية الديانة المهيمنة في تايلاند. ينقسم رجال الدين البوذيين، أو السانغا، إلى مدرستين رئيسيتين تديرهما نفس الهرمية الكنسية. يفوق عدد الرهبان التابعين لمدرسة الماهنيكايا عدد أولئك التابعين لمدرسة الدامايوتيكا التي نشأت من حركة الإصلاح بقيادة الملك منغوكوت (راما الرابع) في القرن التاسع عشر.
تهيمن الديانة الإسلامية في أربع محافظات في الجنوب الأقصى من البلاد تقع على الحدود مع ماليزيا. يشكّل الملايو غالبية المسلمين في هذه المحافظات، لكن يتألف السكان المسلمون من مجاميع ذات أصول عرقية وقومية متنوعة، تضم مهاجرين منحدرين من جنوب آسيا، والصين، وكمبوديا، وإندونيسيا. أشار قسم الشؤون الدينية إلى وجود 3,567 مسجدًا مسجلًا في 64 محافظة تايلندية، ويقع 2,289 مسجدًا منها في المحافظات الخمس في أقصى جنوب تايلاند. يرتبط 99 بالمئة من هذه المساجد بالمذهب السني الإسلامي، في حين تشكّل المساجد التابعة للمذهب الشيعي واجدًا بالمئة فقط.
تقدّر الإحصائيات الصادرة عن قسم الشؤون الدينية اعتناق 351,987 من السكان الديانة المسيحية، وهم يشكلون 0.5 بالمئة من عدد سكان تايلاند. هناك العديد من المذاهب البروتستانتية، ويتبع معظمها واحدة من المنظمات الجامعة. تُعد كنيسة المسيح في تايلاند أقدم هذه المنظمات والتي أُنشئت في منتصف ثلاثينيات القرن العشرين، في حين تشكّل مؤسسة الزمالة الإنجيلية في تايلاند أكبر هذه التجمعات. تعترف السلطات التايلندية بالمعمدانيين ومجيئيي اليوم السابع (الأدفنتست السبتيون) باعتبارهما مذهبين بروتستانتيين منفصلين ومنظمين من قبل نفس المنظمات الجامعة.
وفقًا لإحصائية حكومية حديثة في عام 2002، هناك 9 مجاميع قبلية في تايلاند تتألف من 920,000 شخص تقريبًا. تشيع ممارسات التوفيق بين الأديان، المستمدة من البوذية والمسيحية والطاوية وعبدة الروح، بين المجاميع القبلية. تقدّر اللجنة السيخية في تايلاند أعداد السيخيين بـ70,000 شخص تقريبًا، ويقطن معظمهم في بانكوك، وتشيانغ مي، وناخون راتشاسيما، وباتايا وكوه ساموي، وبوكيت. هناك 18 معبد تابع للديانة السيخية في البلاد. تُقدر الإحصائيات الصادرة عن قسم الشؤون الدينية ومنظمات هندوسية محلية وجود 95,000 هندوسي في البلاد تقريبًا.
احتفظت الأقلية الصينية ببعض من التقاليد الدينية الشائعة في الصين، ومن ضمنها اتباع العقائد الطاوية الشائعة. يتبع أفراد من شعب الياو في قبيلة التلال نوعًا من أنواع الطاوية.
تمارس مجامع صغيرة من المهاجرين الصينيين والفيتناميين الطقوسَ الدينية للبوذية الماهايانية. هناك أكثر من 675 ضريحًا ومعبدًا تابعًا لمعتنقي البوذية الماهيانية من الصينيين والفيتناميين منتشرة في عموم البلاد.
تبشّر المجاميع الدينية بدياناتها بحرية تامة في تايلاند. نشط الرهبان العاملون مبشّرين بوذيين (دامادوتا) منذ نهاية الحرب العالمية الثانية، وخاصة في المناطق الحدودية بين المجاميع القبلية. حسب المكتب البوذي الوطني، هناك أكثر من 6,458 مبشرًا بوذيًا نشطًا في البلاد اعتبارًا من ديسمبر عام 2006. بالإضافة إلى ذلك، رعت الحكومة السفر الدولي لنحو 1,414 راهبًا بوذيًا مرسَلين من معابدهم لنشر تعاليمهم الدينية. تشير الإحصائيات إلى امتلاك المسلمين عددًا قليل من المواطنين الذين يعملون مبشرين في البلاد وخارجها. أشارت الإحصائيات الصادرة عن منظمات مسيحية إلى وجود أعداد أكبر من المبشرين المسيحيين التايلانديين والأجانب العاملين في البلاد.

## الانتهاكات المجتمعية والتمييز
لم ترد تقارير حول حدوث انتهاكات مجتمعية أو تفرقة مبنية على أساس الاختلاف في المعتقد أو الممارسة الدينية، ومع ذلك، عانت الجماعات الدينية المرتبطة بالأقليات العرقية مثل المسلمين بعضَ التمييز الاقتصادي الاجتماعي. تبيّن ارتباط هذا التمييز بالعرق أكثر من الديانة. ساهم العنف المستمر في المناطق الجنوبية القصوى من البلاد بتشكيل انطباعات سلبية عن المسلمين من قبل أشخاص من مناطق جغرافية أخرى من البلاد. ساهمت الاغتيالات التي استهدفت البوذيين في زيادة التوتر العرقي بين المجتمعات البوذية والمسلمة في الجنوب الأقصى.
أثرت أعمال العنف المرتكبة من قبل بعض المتهمين الانفصاليين في المحافظات ذات الأغلبية الإسلامية، مثل ناراتيوات وباتاني وسونغكلا ويالا، في حرية ممارسة بعض البوذيين الساكنين في هذه المنطقة طقوسَهم الدينية. اعتُقل 13 متهمًا وحوكموا بتهمة قتل راهب بوذي واثنين من المبتدئين في هجوم على معبد بوذي في محافظة باتاني في أكتوبر 2005.
كان هناك هجمات شبه يومية من قبل بعض المتهمين الانفصاليين في محافظات البلاد الجنوبية على مسؤولين حكوميين ومواطنين بوذيين ومسلمين. نصب المعتدون كمينًا لشاحنة في محافظة يالا في 14 مارس عام 2007 وقتلوا ثمانية راكبين بوذيين من ضمنهم فتاتان مراهقتان. انفجرت قنبلتان في نفس الليلة قرب مسجد ومقهى، وخلفت ثلاثة قتلى من المسلمين وجرحت 20 منهم. قتل مسلحون ثلاثة طلاب مسلمين وجرحوا سبعة آخرين في مدرسة داخلية إسلامية في محافظة سونغكلا. ساهم العنف في نشر حالة من الخوف والشك بين صفوف الناس في المحافظات الجنوبية. استمر نمو مستوى التوتر بين المجتماعات المسلمة والبوذية في ظل استمرار الهجمات التحريضية.
جُرح أحد الرهبان إثر انفجار قنبلة في محافظة ناراتيوات في 11 أكتوبر عام 2006. جُرح ثلاثة أشخاص آخرين في حادثة منفصلة في 23 أكتوبر. كان الرهبان يمارسون طقس استلام تبرعات الطعام وكانوا محاطين بثلاثة جنود مسلحين، توفي أحدهم جراء الانفجار.
لم يُعتقل أي أحد إثر حادثة قتل ثلاثة من الرهبان البوذيين وقطع رأس مواطن بوذي من جامعي المطاط في عام 2004، وكذا الحال بالنسبة لهجمات عام 2004 على معابد للبوذين وضريح صيني في المحافظات الجنوبية من البلاد. استمرت الحكومة بالتحقيق بهذه الحوادث بهيئة عمليات أمنية متعلقة بالعنف المستمر الممارس من قبل الانفصاليين في محافظات الجنوب. أشار الرهبان البوذيون إلى استمرار إحساسهم بالخوف بسبب عدم قدرتهم على السفر بحرية ضمن المجتمعات الجنوبية من أجل استلام الصدقات. أشاروا أيضًا إلى امتناع الأشخاص العاديين عن مساعدتهم في نشاطاتهم اليومية خوفًا من استهدافهم من قبل الميليشيات. وضعت الحكومة مجموعة من الجنود المرابطين لحماية العاملين في المجال الديني ومباني جميع الديانات المعرضة للخطر ووفرت حراسة مسلحة للرهبان البوذيين لحمايتهم عند ذهابهم في جولاتهم اليومية لجمع الصدقات.